# Mali aux Jeux olympiques d'été de 2024
Le Mali participe aux Jeux olympiques de 2024 à Paris. Il s'agit de sa 15e participation à des Jeux olympiques d'été.
Le nageur Alexien Kouma (no) et la boxeuse Marine Camara sont les porte-drapeaux de la délégation malienne.

## Nombre d’athlètes qualifiés par sport
Voici la liste des qualifiés et sélectionnés maliens par sport (remplaçants compris) :
| Sport                                 | Hommes | Femmes | Total |
| ------------------------------------- | ------ | ------ | ----- |
| Athlétisme                            | 1      | -      | 1     |
| Boxe                                  | -      | 1      | 1     |
| Football                              | 18     | -      | 18    |
| Sports aquatiques • Natation sportive | 1      | 1      | 2     |
| Taekwondo                             | 1      | -      | 1     |
| Total                                 | 21     | 2      | 23    |

## Résultats

### Athlétisme

#### Hommes
| Athlètes     | Épreuve | Premier tour (ou tour préliminaire) | Premier tour (ou tour préliminaire) | Repêchage (ou premier tour) | Repêchage (ou premier tour) | Demi-finales | Demi-finales | Finale  | Finale  |
| Athlètes     | Épreuve | Temps                               | Rang                                | Temps                       | Rang                        | Temps        | Rang         | Temps   | Rang    |
| ------------ | ------- | ----------------------------------- | ----------------------------------- | --------------------------- | --------------------------- | ------------ | ------------ | ------- | ------- |
| Fodé Sissoko | 100 m   | 10 s 66                             | 4e                                  | Éliminé                     | Éliminé                     | Éliminé      | Éliminé      | Éliminé | Éliminé |

### Boxe
| Athlètes      | Catégorie             | 1/16e de finale      | 1/8e de finale      | Quart de finale     | Demi-finale         | Finale              | Rang     |
| Athlètes      | Catégorie             | Adversaire Résultat  | Adversaire Résultat | Adversaire Résultat | Adversaire Résultat | Adversaire Résultat | Rang     |
| ------------- | --------------------- | -------------------- | ------------------- | ------------------- | ------------------- | ------------------- | -------- |
| Marine Camara | Poids plumes (-57 kg) | Yıldız Défaite 0 - 5 | Éliminée            | Éliminée            | Éliminée            | Éliminée            | Éliminée |

### Football
| Épreuve          | Premier tour       | Premier tour      | Premier tour         | Premier tour | Quart de finale  | Demi-finale      | Finale / MB      | Rang |
| Épreuve          | Adversaire Score   | Adversaire Score  | Adversaire Score     | Rang         | Adversaire Score | Adversaire Score | Adversaire Score | Rang |
| ---------------- | ------------------ | ----------------- | -------------------- | ------------ | ---------------- | ---------------- | ---------------- | ---- |
| Tournoi masculin | Israël Égalité 1–1 | Japon Défaite 1–0 | Paraguay Défaite 1–0 | 3e           | Éliminés         | Éliminés         | Éliminés         | 14e  |

### Natation
| Athlète       | Épreuve          | Séries  | Séries | Demi-finales | Demi-finales | Finale  | Finale  |
| Athlète       | Épreuve          | Temps   | Rang   | Temps        | Rang         | Temps   | Rang    |
| ------------- | ---------------- | ------- | ------ | ------------ | ------------ | ------- | ------- |
| Alexien Kouma | 100 m nage libre | 56 s 34 | 74e    | Éliminé      | Éliminé      | Éliminé | Éliminé |

| Athlète         | Épreuve         | Séries  | Séries | Demi-finales | Demi-finales | Finale   | Finale   |
| Athlète         | Épreuve         | Temps   | Rang   | Temps        | Rang         | Temps    | Rang     |
| --------------- | --------------- | ------- | ------ | ------------ | ------------ | -------- | -------- |
| Aichata Diabate | 50 m nage libre | 37 s 55 | 77e    | Éliminée     | Éliminée     | Éliminée | Éliminée |

### Taekwondo
| Athlète          | Compétition    | Éliminatoires                   | Huitième de finale  | Quart de finale     | Demi-finale         | Repêchage           | Finale / CB         | Rang    |
| Athlète          | Compétition    | Adversaire Résultat             | Adversaire Résultat | Adversaire Résultat | Adversaire Résultat | Adversaire Résultat | Adversaire Résultat | Rang    |
| ---------------- | -------------- | ------------------------------- | ------------------- | ------------------- | ------------------- | ------------------- | ------------------- | ------- |
| Ismaël Coulibaly | Moins de 80 kg | Toleugali Défaite 4-5, 1-1, 1-2 | Éliminé             | Éliminé             | Éliminé             | Éliminé             | Éliminé             | Éliminé |